# Erich Bloch
Pour les articles homonymes, voir Bloch.
Erich Bloch (9 janvier 1925 - 25 novembre 2016) est un ingénieur électricien et administrateur américain d'origine allemande. Il participe au développement du premier superordinateur transistorisé d'IBM, le 7030 Stretch, et de l'ordinateur central, System/360. Il est directeur de la National Science Foundation de 1984 à 1990.

## Biographie
Bloch est né à Sulzburg, en Allemagne en 1925. Bloch est le fils de Josef Bloch, un homme d'affaires, et de Lina Rothschild. Il survit à la guerre dans un camp de réfugiés en Suisse et émigre en 1948 aux États-Unis. Il étudie l'électrotechnique à l'ETH Zurich et obtient son baccalauréat ès sciences en électrotechnique à l'Université de Buffalo.
Bloch rejoint IBM après avoir obtenu son diplôme en 1952. Il est responsable de l'ingénierie du système de supercalculateur Stretch d'IBM et directeur de plusieurs sites de recherche au cours de sa carrière. En juin 1984, Ronald Reagan nomme Bloch pour succéder à Edward Alan Knapp (en) au poste de directeur de la National Science Foundation. La même année, il est élu membre étranger de l'Académie royale suédoise des sciences techniques. En 1985, Bloch reçoit l'une des premières médailles nationales de la technologie et de l'innovation avec Bob O. Evans (en) et Fred Brooks pour leur travail sur IBM System/360.
Après avoir quitté son poste de directeur de la National Science Foundation, Bloch rejoint le Conseil de la compétitivité (en) en tant que premier membre distingué. La Société informatique de l'IEEE lui décerne le Computer Pioneer Award en 1993 pour le calcul à grande vitesse. En 2002, le Conseil national de la science (en) décerne à Bloch le Prix Vannevar-Bush (en). Il est nommé membre du Musée de l'Histoire de l'ordinateur en 2004 « pour la gestion technique du supercalculateur IBM Stretch et de la technologie Solid Logic (en) utilisée dans l'IBM System/360, qui a révolutionné l'industrie informatique ».
Bloch décède à l'âge de 91 ans des complications de la maladie d'Alzheimer le 25 novembre 2016 à Washington, DC,.

## Prix
- Médaille nationale de la technologie et de l'innovation (1985)
- Prix des pionniers de l'informatique (1993)
- Prix Vannevar-Bush (en) (2002)
- Boursier du Musée de l'Histoire de l'ordinateur (2004)